# Новокримська вулиця
Вулиця Новокримська - вулиця в Чечелівському районі Дніпра. 
Довжина вулиці 1 668 метрів. 
Вулиця була заснована у 40х роках 20 ст. 
На вулиці Новокримська є продуктовий магазин Сільпо, міні-ринок з вуличною торговлею.